# Proculus Verginius Tricostus Rutilus
Proculus Verginius Tricostus Rutilus war ein Politiker der frühen römischen Republik.
Im Jahr 486 v. Chr. wurden Verginius und Spurius Cassius Vecellinus Konsuln. 
Während Verginius gegen die Aequer marschierte und ihr Gebiet verwüstete, schloss Cassius ein Bündnis mit den Hernikern und plante, zwei Drittel ihres Landes an Latiner und Plebejer zu verteilen sowie öffentliches Land, das von Privatpersonen besetzt war, zurückzugewinnen. Diese lex agraria löste heftige Kontroversen aus. Viele Patrizier fürchteten um ihren Besitz und sahen in Cassius’ Vorhaben einen Weg zur Macht, möglicherweise sogar zum Königtum. Verginius widersetzte sich der Reform, warnte vor Knechtschaft und bestand darauf, Land nur an römische Bürger zu verteilen. Die Plebejer lehnten Cassius’ weitere populäre Maßnahmen, wie die Rückzahlung von Geldern aus sizilischem Getreide, ab, da sie ihn verdächtigten, nach königlicher Macht zu streben. Nach seiner Amtszeit wurde Cassius angeklagt, verurteilt und hingerichtet. Die lex agraria führte zu großen Unruhen und zeigte die Spannungen um Landreformen in Rom.